# 华东军政委员会
华东军政委员会是中华人民共和国1950年至1952年设立的管辖华东大行政区行使地方政权机关职能的机构。

## 沿革
华东军政委员会成立于1950年1月27日，委员会驻地为上海市。该委员会于1952年撤销，改为中央人民政府华东行政委员会。

## 實際管辖范围
- 山东省
- 浙江省
- 福建省
- 苏北行署区
- 苏南行署区
- 皖北行署区
- 皖南行署区
- 上海市（直辖市）
- 南京市（直辖市）

## 宣稱管辖范围
- 台灣省[註 1]
- 福建省的金門、馬祖、烏坵，广东省的東沙和海南省南沙群島的太平島與中洲礁。

## 人员名单

### 组成人员
1949年12月2日召开的中央人民政府委员会第四次会议通过了27项任命名单，《人民日报》1949年12月5日第1版刊登了这27项任命名单，其中第二项即华东军政委员会名单：

- 主席：饶漱石
- 副主席：曾山、粟裕、马寅初、颜惠庆
- 委员：六十八人（依姓氏笔划为序）
  - 丁超五：中国国民党革命委员会。
  - 方毅：福建省人民政府副主席。
  - 王芸生：上海大公报总编辑。
  - 王建安：人民解放军兵团司令员。
  - 包达三：上海信义地产公司总经理。
  - 朱子帆：安徽安澜职业学校校长。
  - 朱俊欣：中华全国总工会常务委员，上海市总工会筹备委员会常务委员兼副主任。
  - 余亚农：中国国民党革命委员会。
  - 沈子修：中国民主同盟安庆分部主任委员。
  - 沈志远：中国民主同盟中央委员。
  - 宋时轮：人民解放军兵团司令员。
  - 李士英：上海市人民政府公安局局长。
  - 李昌：华东民主青年联合会筹备会主任。
  - 李明扬：国民党民主派。
  - 冷遹：中国人民政治协商会议全国委员会委员。
  - 何遂：国民党民主派。
  - 何燏时：杭州市人民政府救济委员会主任，杭州水利局护堤防汛委员会副主任。
  - 吴有训：上海交通大学校务委员会主席。
  - 吴克坚：中国共产党上海市委员会委员。
  - 吴耀宗：中华基督教青年会全国协会编辑部主任。
  - 吴蕴初：天厨味精厂经理。
  - 金仲华：上海新闻日报总编辑。
  - 苗海南：济南成通纱厂经理。
  - 胡明：中国共产党皖南区委员会第二副书记。
  - 胡厥文：民主建国会常务理事。
  - 唐亮：南京市人民政府副市长，人民解放军第三野战军政治部主任。
  - 夏衍：中国共产党中央华东局宣传部副部长，上海市军事管制委员会文化管理委员会副主任。
  - 康生：中国共产党中央山东分局书记，山东省人民政府主席。
  - 郭子化：山东省人民政府副主席。
  - 郭化若：上海市警备司令。
  - 许世友：人民解放军山东军区司令员。
  - 陈巳生：上海关勒铭金笔厂总经理。
  - 陈士榘：人民解放军兵团司令员。
  - 陈丕显：中国共产党苏南区委员会书记，人民解放军苏南军区政治委员。
  - 陈望道：中华全国文学艺术界联合会全国委员会委员，上海复旦大学校务委员会副主任委员。
  - 陈绍宽：国民党民主派。陈嘉庚　南洋新加坡南侨总会主席。
  - 陈毅：中国共产党中央华东局第二书记，人民解放军华东军区司令员兼第三野战军司令员，上海市人民政府市长。
  - 盛丕华：上海市工商联合会筹备委员会主任委员，上海上元企业公司经理。
  - 章蕴（女）：华东民主妇女联合会筹备会主任。
  - 张元济：商务印书馆董事长。
  - 张克侠：上海市警备司令部参谋长。
  - 张鼎丞：中国共产党福建省委员会书记，福建省人民政府主席。
  - 张祺：中华全国总工会执行委员，上海市总工会筹备委员会副主任。
  - 舒同：中国共产党中央华东局宣传部部长，人民解放军华东军区政治部主任。
  - 曾希圣：中国共产党皖北区委员会书记，人民解放军皖北军区司令员。
  - 傅秋涛：中国共产党中央山东分局副书记。
  - 冯雪峰：中华全国文学艺术界联合会全国委员会委员。
  - 叶飞：人民解放军兵团司令员。
  - 管文蔚：苏南行政公署主任。
  - 荣德生：无锡申新纱厂总经理。
  - 黎玉：前山东省人民政府主席。
  - 刘少文：上海军事管制委员会轻工业处处长。
  - 刘民生：山东省参议会副议长。
  - 刘长胜：中华全国总工会常务委员，上海市总工会筹备委员会主任。
  - 刘晓：中国共产党上海市委员会第二书记。
  - 刘鸿生：中国火柴厂总经理。
  - 潘汉年：上海市人民政府副市长。
  - 邓裕志（女）：女青年会全国协会劳工部主任。
  - 蔡乾：中国人民政治协商会议全国委员会委员。
  - 蒉延芳：上海市工商联合会筹备委员会常务委员，浙江兴业银行董事，扬子江拖驳公司总经理。
  - 肖望东：中国共产党苏北区委员会书记。
  - 谢仁冰：中国民主促进会理事。
  - 谢雪红（女）：台湾民主自治同盟主席。
  - 戴戟：军人。
  - 龙跃：中国共产党浙江省委员会委员。
  - 谭震林：中国共产党浙江省委员会书记，浙江省人民政府主席。
  - 罗家衡：中国民主同盟上海市支部财务委员会委员。

### 工作人员
1949年12月30日，中央人民政府政务院第十三次政务会议决定“提请中央人民政府委员会任命吴克坚兼任华东军政委员会秘书长，现即着先行到职视事。”1950年1月7日，中央人民政府委员会第五次会议任命吴克坚兼任华东军政委员会秘书长。
- 秘书长：吴克坚（兼）

1950年2月16日，中央人民政府政务院第二十次政务会议通过了华东军政委员会工作人员名单，名单如下：

- 副秘书长：
  - 陈同生：现任中国共产党南京市委员会委员兼统一战线工作部部长。
  - 金学成：民主建国会；中和造纸厂经理，中国建设印务公司总经理。

（以上二人，提请中央人民政府委员会批准任命。）

- 办公厅
  - 主任：陈同生：现任中国共产党南京市委员会委员兼统一战线工作部 部长。
  - 副主任：
    - 刘平若：曾任华东财政经济委员会工业部轻工业处处长。
    - 王黎夫：肇光中学校长。

- 参事室
  - 主任：沈志远（兼）
  - 副主任
    - 徐永煐：曾任上海市军事管制委员会外侨事务处副处长。
    - 潘念之：前中国人民救国会中央委员；现任上海市工商业联合会筹备委员会常务委员。

- 人事局  
  - 局长：黄耀南：曾任华东财政经济委员会人事处处长。

- 联络局  
  - 局长：何以端：工矿专家；前欧洲华侨救国联合会常务理事，前八路军办事处联络专员。

- 机要处  
  - 处长：艾丁：现任中国共产党中央华东局秘书。

（以上九人，由政务院批准任命。）

- 财政经济委员会  
  - 主任：曾山（兼）
  - 副主任  
    - 方毅（兼）
    - 许涤新：曾任华东财政经济委员会副主任，现任上海市人民政府工商局局长。

  - 委员：四十九人（依姓氏笔划为序）
    - 于眉：曾任华东财政经济委员会运输部副部长。
    - 王艮仲：民主建国会；中国建设及中建二杂志之发行人。
    - 王志莘：现任上海市工商业联合会筹备委员会委员、新华银行总经理、中国国货公司董事、中国丝业公司董事。
    - 石英：现任福建省人民政府工商厅厅长。
    - 朱则民：曾任华东财政经济委员会合作社工作指导委员会主任委员。
    - 江干臣：现任皖南人民行政公署财政处处长。
    - 冷遹（兼）
    - 吴兆洪：曾任华东财政经济委员会工业部副部长。
    - 吴雪之：曾任华东财政经济委员会贸易部部长。
    - 吴蕴初（兼）
    - 宋季文：现任南京市人民政府财政局局长。
    - 李人俊：现任山东省人民政府工矿部部长。
    - 李人凤：曾任华东财政经济委员会农村水利部副部长。
    - 汪道涵：曾任华东财政经济委员会工业部部长。
    - 俞寰澄：现任民主建国会常务理事、政务院财政经济委员会委员。
    - 柯庆施：现任南京市人民政府副市长。
    - 胡厥文（兼）
    - 苗海南（兼）
    - 马一行：现任苏南人民行政公署财政处处长。
    - 孙冶方：曾任华东财政经济委员会工业部副部长。
    - 徐雪寒：曾任华东财政经济委员会运输部部长，上海铁路管理局局长。
    - 梁竹航：曾任华东财政经济委员会财政部粮食局局长。
    - 张克侠（兼）
    - 张劲夫：现任浙江省人民政府财政经济委员会副主任兼实业厅厅长。
    - 曹丹辉：曾任华东财政经济委员会邮电部副部长。
    - 陈大凡：现任济南铁路管理局局长。
    - 陈国栋：曾任华东财政经济委员会财政部部长。
    - 陈穆：现任中国人民银行华东区行行长。
    - 郭棣活：现任上海纺织工业公会筹备会主任委员、永安纱厂总经理。
    - 程照轩：曾任华东财政经济委员会农林水利部部长。
    - 项叔翔：现任上海市工商业联合会筹备委员会常务委员、浙江兴业银行总经理。
    - 黄逸峰：曾任华东财政经济委员会运输部副部长。
    - 杨荫溥：现任上海交通大学财务管理系主任。
    - 荣健生：现任华东区邮政管理局局长。
    - 荣毅仁：现任上海市工商业联合会筹备委员会副主任委员、申新纱厂二、五厂管理处副总经理、福新面粉公司副总经理。
    - 刘少文（兼）
    - 刘和赓：现任苏北人民行政公署财政处处长。
    - 刘长胜（兼）
    - 刘靖基：现任上海市工商业联合会筹备委员会常务委员、上海纺织工业公会筹备委员会副主任委员、安达纺织公司总经理、联合购棉处总经理。
    - 刘鸿生（兼）
    - 刘宠光：现任淮河水利工程总局局长。
    - 蔡承新：现任联合投资公司经理。
    - 钱孙卿：现任苏南各界人民代表会议驻会委员会副主席。
    - 篑延芳（兼）
    - 卢绪章：曾任华东财政经济委员会贸易部副部长。
    - 骆耕漠：曾任华东财政经济委员会计划部部长。
    - 谢寿天：现任中国人民银行华东区行副行长。
    - 龚意农：现任皖北人民银行行长。
    - 顾准：现任上海市人民政府财政局局长。

  - 秘书长：骆耕漠：曾任华东财政经济委员会计划部部长。
    - 副秘书长：陈穆：中国人民银行华东区行行长。
    - 办公厅主任：蔡辉（1913年-1952年）：原华东财政经济委员会计划部贸易组主任。南汇县万祥镇人。就读嘉定黄渡师范和上海新陆中学高中部。1929年入团，1933年入党。抗战爆发后任中共浦东特委领导成员，1939年8月奉调参加何克希领导的江南抗日义勇军，在路东特委领导下任苏常太地区太平桥办事处主任、常熟东塘市办事处主任、澄锡虞总办事处财经委主任。1940年10月兼沙洲办事处主任、沙洲县工委书记。1941年2月任沙洲县抗日民主政府县长。1941年8月入华中党校学习。1943年3月任皖江行署财经处副处长兼货管总局（皖江贸易总局）局长。

- 文化教育委员会  
  - 主任：舒同（兼）
  - 副主任  
    - 冯定：现任中国共产党中央华东局宣传部副部长，上海教育工作者工会筹备会主任。
    - 陈望道（兼）
    - 吴有训（兼）

  - 委员：五十五人（依姓氏笔划为序）
    - 于伶：现任中华全国文学艺术界联合会全国委员会委员、中华全国戏剧工作者协会副主席。
    - 巴金：作家；现任政务院文化教育委员会委员、中华全国文学艺术界联合会全国委员会委员。
    - 王芸生（兼）
    - 王造时：教授，自由出版社社长。
    - 朱恒璧：现任上海医学院院长。
    - 江恒源：现任政务院文化教育委员会委员、中华职业教育社常务理事、比乐中学校校长。
    - 吴学周：现任中央研究院化学研究所专任研究员兼所长。
    - 吴耀宗（兼）
    - 李亚农：现任中央研究院院务委员会主任委员。
    - 李俊民：现任苏北人民行政公署文教处处长。
    - 李振湘：现任人民解放军第三野战军卫生部部长。
    - 李澄之：现任济南市人民政府教育局局长。
    - 沈子修（兼）
    - 沈志远（兼）
    - 沈克非：现任上海中山医院院长。
    - 沈浮：现任上海昆仑影片公司导演。
    - 沙文汉：现任中国共产党浙江省委员会宣传部部长、浙江省人民政府教育厅厅长。
    - 周予同：教授；现任开明书店编辑。
    - 周而复：现任中国共产党中央华东局统一战线工作部秘书长。
    - 周谷城：现任复旦大学教务长。
    - 孟宪承：现任浙江大学教授。
    - 秉志：自然科学家；教授。
    - 金仲华（兼）
    - 柯灵：中国民主促进会；现任上海文汇报副总主笔。
    - 洪式闾：自然科学家。
    - 胡风：现任中华全国文学艺术界联合会全国委员会委员。
    - 唐守愚：现任上海市人民政府高等教育处处长。
    - 唐哲：现任同济大学医学院院长。
    - 宫乃泉：现任人民解放军华东军区卫生部副部长。
    - 夏衍：现任中国共产党中央华东局宣传部副部长、上海市军事管制委员会文化管理委员会副主任。
    - 夏坚白：自然科学家；现任同济大学校务委员会主任委员。
    - 徐仑：曾任人民解放军华东军区政治部副秘书长。
    - 徐铸成：现任上海文汇报总主笔。
    - 冯雪峰（兼）
    - 冯德培：现任中央研究院医学研究所专任研究员兼代理主任。
    - 崔义田：现任人民解放军华东军区卫生部部长。
    - 张明养：现任复旦大学教授，《进步青年》杂志编辑。
    - 许杰：现任安徽大学校务委员会主任委员。
    - 陈白尘：现任中华全国文学艺术界联合会全国委员会委员。
    - 陈辛仁：现任中国共产党福建省委员会宣传部部长、福建省人民政府教育厅厅长。
    - 陈其五：现任人民解放军第三野战军政治部宣传部部长。
    - 陈学昭（女）：现任中华全国文学艺术界联合会全国委员会委员。
    - 陈鹤琴：现任政务院文化教育委员会委员、南京大学师范学院院长。
    - 陆学斌：现任中国共产党皖北区委员会宣传部部长。
    - 贺绿汀：现任中华全国文学艺术界联合会全国委员会委员、中华全国音乐工作者协会副主席、国立音乐学院上海分院院长。
    - 彭文应：中国民主同盟。
    - 彭康：现任中国共产党中央山东分局宣传部部长。
    - 恽逸群：现任新华通讯社华东总分社社长、上海解放日报社社长兼总编辑。
    - 熊佛西：现任中华全国文学艺术界联合会全国委员会委员、上海戏剧学校校长。
    - 刘平：现任中国共产党皖南区委员会宣传部部长。
    - 刘季平：现任苏南人民行政公署副主任兼文教处处长。
    - 刘开渠：现任中华全国文学艺术界联合会全国委员会委员，国立艺术学院杭州分院院长。
    - 潘菽：现任南京大学校务委员会主任委员。
    - 戴白韬：现任上海市人民政府教育局局长。
    - 颜福庆：现任上海中山医院接管委员会副主任委员。

（以上文化教育委员会主任等五十九人，提请中央人民政府批准任命。）
-   - 秘书长：徐仑：曾任人民解放军华东军区政治部副秘书长。

（以上一人，由政务院批准任命。）
- 人民监察委员会  
  - 主任：刘晓  （兼）
  - 副主任  
    - 胡立教：现任中国共产党中央华东局组织部副部长。
    - 陈已生（兼）

  - 委员  三十人（依姓氏笔划为序）
    - 丁超五（兼）
    - 王克：现任中国新民主主义青年团华东工作委员会组织部部长。
    - 王尧三：现任中国共产党上海市委员会组织部副部长。
    - 包达三（兼）
    - 申葆文：现任中国农工民主党中央委员兼上海市临时工作委员会主任委员，中国民主同盟中央委员兼华东执行部组织委员会主任委员。
    - 朱绍文：现任律师、民主促进会上海市分会理事。
    - 江庸：现任政务院政治法律委员会委员，上海市各界人民代表会议协商委员会委员。
    - 江渭清：现任中国共产党南京市委员会副书记。
    - 冷楚：现任中国共产党福建省委员会委员兼组织部部长。
    - 吴仲超：现任中国共产党中央华东局副秘书长。
    - 吴艺五：现任中国国民党革命委员会沪宁区临时工作委员会委员。
    - 李世农：现任中国共产党皖北区委员会委员兼组织部部长。
    - 沙彦楷：现任最高人民法院委员、新法学研究会上海分会研究委员会委员。
    - 计雨亭：现任苏北人民行政公署设计委员、苏北生产救灾委员会委员。
    - 徐永祚：现任中国民主建国会全国会务推进委员会委员。
    - 张祺（兼）
    - 张晔：现任中国共产党中央山东分局组织部部长、中国人民政治协商会议全国委员会委员。
    - 郭绍虞：教授。
    - 曹未风：现任培成女子中学校长。
    - 陈仁炳：现任圣约翰大学教授。
    - 陈绍宽（兼）
    - 黄庆熙：现任中国共产党皖南区委员会组织部部长。
    - 赵明新：现任中国共产党苏南区委员会委员兼组织部部长。
    - 杨思一：现任中国共产党浙江省委员会组织部部长。
    - 赵先（女）：现任上海市民主妇女联合会筹备会组织部部长。
    - 赵超构：现任上海新民报总编辑。
    - 邓裕志（女）（兼）
    - 郑平： 现任中国共产党苏北区委员会委员兼组织部部长。
    - 罗家衡（兼）
    - 苏延宾：现任中国民主同盟华东执行部委员代主任委员。

（以上人民监察委员会主任等三十三人，提请中央人民政府委员会批准任命。）
- 土地改革委员会
  - 主任：谭震林（兼）
  - 副主任
    - 刘瑞龙：现任中国共产党中央华东局农村工作委员会书记、中国共产党上海市委员会委员。
    - 牛树才：现任中国共产党皖南区委员会书记。

  - 委员  二十七人（依姓氏笔划为序）
    - 毛启农：曾任浙东行政公署参议会参议员。
    - 朱俊欣（兼）
    - 朱富胜：山东省劳动英雄。
    - 朱履先：现任苏北生产救灾委员会副主任。
    - 艾楚南：现任山东省人民政府实业厅厅长。
    - 余亚农（兼）
    - 吴月波：现任苏北生产救灾委员会委员。
    - 吴藻溪：现任九三学社常务理事、政务院参事。
    - 李昌（兼）
    - 李云鹤：现任皖北人民行政公署副主任。
    - 邢子陶：现任中国共产党中央华东局政策研究室农村组组长。
    - 马天水：现任中国共产党皖南区委员会第三副书记。
    - 张彦：现任中国共产党浙江省松江地方委员会书记。
    - 张维城：现任中国共产党苏北区委员会委员兼民运部部长。
    - 梅子明：现任皖北各界人民代表会议协商委员会委员。
    - 章蕴（女）：现任中华全国民主妇女联合会执行委员、上海市民主妇女联合会筹备会主任。
    - 陈荫南：现任皖北人民法院院长。
    - 曾镜冰：现任中国共产党福建省委员会秘书长。
    - 贺致平：现任中国共产党中央山东分局农村工作委员会书记。
    - 黄岩：现任中国共产党皖北区委员会副书记、人民解放军皖北军区副政治委员。
    - 杨纯（女）：现任苏南民主妇女联合会筹备会主任。
    - 万众一：现任中国共产党苏北区委员会副书记。
    - 欧阳惠林：现任苏南农民协会筹备会主任。
    - 邓昊明：现任中国农工民主党南京市支部工作委员会主任委员，南京市各界人民代表会议协商委员会副主席、政务院参事。
    - 龙跃（兼）
    - 魏金水：现任中国共产党福建省委员会委员兼农村工作委员会书记。
    - 谭启龙：现任中国共产党浙江省委员会副书记、人民解放军浙江军区副政治委员。

（以上土地改革委员会主任等三十人，提请中央人民政府委员会批准任命。）
-   - 秘书长：张维城：现任中国共产党苏北区委员会委员兼民运部部长。

（以上一人，由政务院批准任命。）
- 民政部
  - 部长：宋日昌：曾任皖北人民行政公署主任。
  - 副部长
    - 李步新：现任中国共产党皖南区委员会第一副书记、中国共产党芜湖市委员会书记、芜湖市军事管制委员会主任。
    - 赵朴初：现任中国民主促进会上海分会理事、中国人民政治协商会议全国委员会委员、华通运输公司总经理。

- 公安部  
  - 部长：李士英（兼）
  - 副部长：王范：现任中国共产党中央华东局保卫处处长。

- 司法部  
  - 部长：何遂（兼）
  - 副部长
    - 陈时夫：现任人民解放军第三野战军某军政治委员。
    - 陈建晨（女）：现任中国国民党革命委员会中央委员兼中央组织部副部长、沪宁区临时工作委员会代主任委员。
    - 张定夫：现任复旦大学法学教授。

- 财政部  
  - 部长：陈国栋：曾任华东财政经济委员会财政部部长。
  - 副部长
    - 顾准：现任上海市人民政府财政局局长。
    - 宋季文：现任南京市人民政府财政局局长。

- 贸易部  
  - 部长：吴雪之：曾任华东财政经济委员会贸易部部长。
  - 副部长  
    - 卢绪章：曾任华东财政经济委员会贸易部副部长
    - 杨浩卢：现任山东省人民政府工商部部长。

- 工业部  
  - 部长：汪道涵：曾任华东财政经济委员会工业部部长。
  - 副部长  
    - 孙冶方：曾任华东财政经济委员会工业部副部长。
    - 程望：曾任华东财政经济委员会工业部副部长。
    - 吴兆洪：曾任华东财政经济委员会工业部副部长。

  - 机械处 处长支秉渊

- 交通部  
  - 部长：黄逸峰：曾任华东财政经济委员会运输部副部长。
  - 副部长
    - 于眉：曾任华东财政经济委员会运输部副部长。
    - 孟绍濂：现任淞沪警备司令部副参谋长。

- 劳动部  
  - 部长：刘长胜（兼）
  - 副部长  
    - 赵毓华：现任上海市人民政府市郊行政办事处主任。
    - 李剑华：现任上海市人民政府劳动局副局长。
    - 汤桂芬（女）：现任中华全国总工会执行委员、上海市总工会筹备委员会女工部部长。

- 农林部  
  - 部长：张克侠（兼）
  - 副部长  
    - 程照轩：曾任华东财政经济委员会农业水利部部长。
    - 何康：曾任华东财政经济委员会农林水利部副部长。
    - 金善宝：现任南京大学农学院院长。

- 水利部
  - 部长：冷遹（兼）
  - 副部长  
    - 刘宠光：现任淮河水利工程总局局长。
    - 汪胡祯：现任淮河水利工程总局副局长。
    - 钱正英（女）：现任中华全国民主妇女联合会执行委员、山东省黄河河务局副局长。

（以上民政部部长等三十四人，提请中央人民政府委员会批准任命。）
- 计划局  
  - 局长：骆耕漠：曾任华东财政经济委员会计划部部长。
  - 副局长
    - 吴承禧：现任中国人民银行华东区行经济研究处处长、四明银行董事、上海经济周报发行人。

- 合作事业管理局  
  - 局长：朱则民：曾任华东财政经济委员会合作社工作指导委员会主任委员。
  - 副局长  
    - 罗俊：现任中国人民银行上海分行副经理兼合作储蓄部经理。
    - 罗虔英：现任上海复旦大学合作学教授，上海合作协会副主任。

- 水产管理局
  - 局长：李人凤：曾任华东财政经济委员会农林水利部部长。
  - 副局长
    - 李士豪：现任中国农工民主党中央常务委员、政务院财政经济委员会委员。
    - 方原：曾任华东财政经济委员会秘书主任。

（以上八人，由政务院批准任命。）
- 文化部
  - 部长：陈望道（兼）
  - 副部长
    - 金仲华（兼）
    - 黄源：现任中华全国文学艺术界联合会全国委员会委员、上海市军事管制委员会文化管理委员会文艺处副处长。

- 教育部  
  - 部长：吴有训（兼）
  - 副部长  
    - 唐守愚：现任上海市人民政府高等教育处处长。
    - 沈体兰：教授；现任政务院文化教育委员会委员、上海私立麦伦中学校长。

- 卫生部
  - 部长：崔义田：现任人民解放军华东军区卫生部部长。
  - 副部长  
    - 宫乃泉：现任人民解放军华东军区卫生部副部长。
    - 唐哲：现任同济大学医学院院长。

（以上文化部部长等九人，提请中央人民政府委员会批准任命。）
- 新闻出版局
  - 局长：恽逸群：现任新华通讯社华东总分社社长、上海解放日报社社长兼总编辑。
  - 副局长  
    - 张春桥：现任新华通讯社华东总分社副社长。
    - 周新武：现任华东、上海人民广播电台台长。
    - 王益：现任华东新华书店经理。

（以上四人，由政务院批准任命。）